# San Silvestre de Guzmán
San Silvestre de Guzmán és un poble de la província de Huelva (Andalusia), que pertany a la comarca de Costa Occidental.

## Demografia
| 1996 | 1998 | 1999 | 2000 | 2001 | 2002 | 2003 | 2004 | 2005 |
| ---- | ---- | ---- | ---- | ---- | ---- | ---- | ---- | ---- |
| 392  | 393  | 397  | 397  | 381  | 392  | 379  | 370  | 379  |